# 수정탕 둘째 딸
"수정탕 둘째 딸"(Good Yeon-Ha)는 한국에서 제작된 박이웅 감독의 2008년 영화이다. 한지율 등이 주연으로 출연하였고 황선영 등이 제작에 참여하였다.

## 출연

### 주연
- 한지율
- 민정호
- 이영미

## 기타
- 미술: 김인남